# KNVB Beker 1980/81 (vrouwen)
De 1ste editie van de KNVB Beker voor vrouwen werd gewonnen door Celeritas die in de finale Puck Deventer versloegen. Celeritas is daarmee het eerste vrouwenelftal dat beslag legde op de KNVB Beker.

## Finale
| Thuis     | Uitslag | Uit           |
| --------- | ------- | ------------- |
| Celeritas | 4-3     | Puck Deventer |

1980/81 · 1981/82 · 1982/83 · 1983/84 · 1984/85 · 1985/86 · 1986/87 · 1987/88 · 1988/89 · 1989/90 · 
1990/91 · 1991/92 · 1992/93 · 1993/94 · 1994/95 · 1995/96 · 1996/97 · 1997/98 · 1998/99 · 1999/00 · 
2000/01 · 2001/02 · 2002/03 · 2003/04 · 2004/05 · 2005/06 · 2006/07 · 2007/08 · 2008/09 · 2009/10 · 
2010/11 · 2011/12 · 2012/13 · 2013/14 · 2014/15 · 2015/16 · 2016/17 · 2017/18 · 2018/19 · 2019/20 ·
2020/21 · 2021/22 · 2022/23 · 2023/24 · 2024/25